# Stiftelsen Sveriges nationaldag
Stiftelsen Sveriges nationaldag är en opolitisk sammanslutning, som bildades 1971 under namnet Stiftelsen svenska flaggans dag. Stiftelsen har till syfte att väcka aktning och intresse för Sveriges nationaldag och för den svenska flaggan samt sprida upplysning om flaggans betydelse såsom landets symbol. Stiftelsen skall enligt sina stadgar i detta syfte i samarbete med lokala organisationer i rikets län och kommuner medverka till att den 6 juni firas såsom Sveriges nationaldag och svenska flaggans dag samt i övrigt på sätt förhållande medgiver medverka till högtidlighållandet av flaggdagen.
Bidrag till kostnader i samband med anordnande av flaggfester, utdelning av fanor och flaggor samt för annan i Stiftelsens syfte bedriven verksamhet bestrides av stiftelsen, i den mån lokala organisationer inte själva kan täcka kostnaderna.